# Alex Oliveira
Alex de Oliveira (født 21 februar 1988 i Rio de Janeiro i Brasilien) er en brasiliansk MMA-uddøver som siden 2015 har konkurreret i organisationen Ultimate Fighting Championship. Han har besejret bemærkelsesværdige navne som Carlos Condit og Carlo Perdersoli Jr., mens han har tabt til navne som Donald Cerrone og Gunnar Nelson.

## Ultimate Fighting Championship
Oliveira besjerede Carlos Condit den 14. april, 2018 på UFC on Fox 29, efter at have erstattet en skadet Matt Brown. Han vandt kampen via a guillotine choke. Sejren tildelte ham Performance of the Night bonus award-prisen.
Oliveira skulle have mødt Neil Magny den 22. september, 2018 på UFC Fight Night: Santos vs. Anders. Men Magny men blev fjernet fra kampen den 22. august til fordel for en kamp mod Santiago Ponzinibbio i november på UFC Fight Night: Magny vs. Ponzinibbio,  han blev erstattet af Carlo Pedersoli Jr. Oliveira vandt kampen via knockout efter bare 39 sekunder i 1. omgang.
Oliveira mødte islandske Gunnar Nelson den 8. december, 2018 på UFC 231. Han tabte kampen via rear-naked choke i 2. omgang.

## Mesterskaber og hæder
- Ultimate Fighting Championship
  - Performance of the Night (3 gange) vs Piotr Hallmann, Ryan LaFlare og Carlos Condit
  - Fight of the Night (1 gange) vs Yancy Medeiros[12]
- ESPN
  - 2017 Fight of the Year vs. Yancy Medeiros[13]

## Privatliv
Oliveiras fighternavn er "Cowboy" da han er tidligere rodeo bullrider.